# WFV-Pokal 2017/18
Der WFV-Pokal 2017/18 (offiziell: DB-Regio wfv-Pokal 2017/18) war die 65. Austragung des Fußballpokalwettbewerbs der Männer. Das Finale fand am 21. Mai 2018 im Rahmen des Finaltag der Amateure statt und wurde, wie seit 2016 üblich, im Gazi-Stadion auf der Waldau in Stuttgart ausgetragen. Dabei gewann die Mannschaft des SSV Ulm 1846 gegen den TSV Ilshofen mit 3:0 und erhielt somit als WFV-Pokalsieger ein Startrecht für den DFB-Pokal 2018/19.

## Termine
Die Spielrunden wurden an folgenden Terminen ausgetragen:
- 1. Hauptrunde: 19. Juli bis 9. August 2017
- 2. Hauptrunde: 8. bis 23. August 2017
- 3. Hauptrunde: 30. August bis 2. September 2017
- Achtelfinale: 27. September bis 1. November 2017
- Viertelfinale: 2./11. April 2018
- Halbfinale: 25. April 2018
- Finale in Stuttgart: 21. Mai 2018

## Teilnehmende Mannschaften
Für die erste Runde waren 124 Mannschaften qualifiziert.
Das Teilnehmerfeld bestand wie in den letzten Spielzeiten auch aus allen Vereinen des Württembergischen Fußballverbands, die in der 3. Liga oder in einer tieferen Spielklasse vertreten sind. Eine Teilnahme von zweiten Mannschaften war erlaubt, sofern die erste Mannschaft des entsprechenden Vereins nicht in der Bundesliga oder in der 2. Bundesliga spielte.

## Runde 1
| Datum                 |                                          | Ergebnis              |                                     |
| --------------------- | ---------------------------------------- | --------------------- | ----------------------------------- |
| 19.07.2017, 18:00 Uhr | VfB Gutenzell (BZL)                      | 1:0                   | FV Bad Schussenried (BZL)           |
| 01.08.2017, 18:00 Uhr | SV Sigmaringen (BZL)                     | 1:4                   | SSV Ulm 1846 (RL)                   |
| 04.08.2017, 18:00 Uhr | SV Seedorf (LL)                          | 0:3                   | VfB Bösingen (LL)                   |
| 04.08.2017, 18:30 Uhr | Sportfreunde Lauffen (BZL)               | 1:6                   | Neckarsulmer Sport-Union (OL)       |
| 04.08.2017, 19:00 Uhr | SV Oberzell (LL)                         | 0:2                   | FC 07 Albstadt (VL)                 |
| 05.08.2017, 15:30 Uhr | SpVgg Gröningen-Satteldorf (LL)          | 1:0                   | TSV Pfedelbach (LL)                 |
| 05.08.2017, 15:30 Uhr | SV Fellbach (LL)                         | 2:3                   | TSV Ilshofen (VL)                   |
| 05.08.2017, 15:30 Uhr | SSV Gaisbach (BZL)                       | 3:2                   | FC Marbach (BZL)                    |
| 05.08.2017, 15:30 Uhr | TSG Backnang II (BZL)                    | 0:6                   | FSV Hollenbach (VL)                 |
| 05.08.2017, 15:30 Uhr | SV Breuningsweiler (LL)                  | 5:1                   | TV Oeffingen (LL)                   |
| 05.08.2017, 15:30 Uhr | TSV Nellmersbach (BZL)                   | 1:3                   | SpVgg 07 Ludwigsburg (VL)           |
| 05.08.2017, 15:30 Uhr | FV Wüstenrot (BZL)                       | 0:4                   | VfB Neckarrems (VL)                 |
| 05.08.2017, 15:30 Uhr | SV Salamander Kornwestheim (LL)          | 5:1                   | SV Schluchtern (LL)                 |
| 05.08.2017, 15:30 Uhr | SV Wachbach (BZL)                        | 2:1                   | TSV Heimerdingen (LL)               |
| 05.08.2017, 15:30 Uhr | TSV Schwaikheim (LL)                     | 4:6 n. V.             | TSG Öhringen (VL)                   |
| 05.08.2017, 15:30 Uhr | TSV Flacht (BZL)                         | 1:7                   | FSV 08 Bissingen (OL)               |
| 05.08.2017, 15:30 Uhr | FV 09 Nürtingen (LL)                     | 2:2 n. V. (3:2 i. E.) | 1. FC Germania Bargau (LL)          |
| 05.08.2017, 15:30 Uhr | Sportfreunde Dorfmerkingen (VL)          | 0:3                   | SGV Freiberg (OL)                   |
| 05.08.2017, 15:30 Uhr | TSG Hofherrnweiler-Unterrombach (LL)     | 3:0                   | 1. FC Frickenhausen (LL)            |
| 05.08.2017, 15:30 Uhr | SSV Ulm 1846 II (BZL)                    | 2:1                   | TV Echterdingen (LL)                |
| 05.08.2017, 15:30 Uhr | TSV Köngen (LL)                          | 0:4                   | TSV Weilheim (LL)                   |
| 05.08.2017, 15:30 Uhr | Türkspor Stuttgart (BZL)                 | 0:2                   | N.A.F.I. Stuttgart (LL)             |
| 05.08.2017, 15:30 Uhr | 1. FC Heiningen (LL)                     | 5:0                   | TSV Blaustein (LL)                  |
| 05.08.2017, 15:30 Uhr | TSGV Waldstetten (LL)                    | 0:1                   | 1. Göppinger SV (OL)                |
| 05.08.2017, 15:30 Uhr | DJK-SG Schwabsberg-Buch (KLA)            | 0:4                   | TSV Essingen (VL)                   |
| 05.08.2017, 15:30 Uhr | SG Bettringen (LL)                       | 4:4 n. V. (5:6 i. E.) | Calcio Leinfelden-Echterdingen (VL) |
| 05.08.2017, 15:30 Uhr | VfL Gerstetten (BZL)                     | 1:2                   | SV Bonlanden (BZL)                  |
| 05.08.2017, 15:30 Uhr | TSV Ofterdingen (LL)                     | 3:1                   | FC Gärtringen(LL)                   |
| 05.08.2017, 15:30 Uhr | SpVgg Holzgerlingen (LL)                 | 1:4 n. V.             | TSG Tübingen (VL)                   |
| 05.08.2017, 15:30 Uhr | FC Holzhausen (LL)                       | 0:2                   | SSV Reutlingen 05 (OL)              |
| 05.08.2017, 15:30 Uhr | SV Croatia Reutlingen (BZL)              | 0:0 n. V. (3:4 i. E.) | SV Nehren (LL)                      |
| 05.08.2017, 15:30 Uhr | SV 03 Tübingen (LL)                      | 1:4                   | SKV Rutesheim (VL)                  |
| 05.08.2017, 15:30 Uhr | SGM FC Neuweiler/SV Oberkollwangen (BZL) | 1:2                   | TSG Young Boys Reutlingen (LL)      |
| 05.08.2017, 15:30 Uhr | SGM VfB Bösingen II/SV Beffendorf (BZL)  | 3:4                   | Spvgg Freudenstadt (LL)             |
| 05.08.2017, 15:30 Uhr | Sportfreunde Gechingen (LL)              | 1:4                   | VfL Pfullingen (VL)                 |
| 05.08.2017, 15:30 Uhr | TB Kirchentellinsfurt (BZL)              | 3:1 n. V.             | GSV Maichingen (LL)                 |
| 05.08.2017, 15:30 Uhr | SV Bondorf (BZL)                         | 0:5                   | SV Wittendorf (LL)                  |
| 05.08.2017, 15:30 Uhr | SG Herzogsweiler-Durrweiler (BZL)        | 0:4                   | SV Zimmern (LL)                     |
| 05.08.2017, 15:30 Uhr | SV Mietingen (LL)                        | 4:1                   | TSG Balingen II (LL)                |
| 05.08.2017, 15:30 Uhr | FC 07 Albstadt U23 (BZL)                 | 5:0                   | TSV Strassberg (LL)                 |
| 05.08.2017, 15:30 Uhr | Olympia Laupheim (LL)                    | 4:1                   | SV Ochsenhausen (LL)                |
| 05.08.2017, 15:30 Uhr | SG Kisslegg (BZL)                        | 0:5                   | FV Ravensburg (OL)                  |
| 05.08.2017, 15:30 Uhr | SGM TSV Boll/TSV Stein II (KLA)          | 2:4                   | SV Kehlen (LL)                      |
| 05.08.2017, 15:30 Uhr | FC Ostrach (LL)                          | 1:3                   | SSV Ehingen-Süd (VL)                |
| 05.08.2017, 15:30 Uhr | FV Rot-Weiß Weiler (LL)                  | 0:6                   | VfB Friedrichshafen (LL)            |
| 05.08.2017, 15:30 Uhr | TSG Ehingen (LL)                         | 0:4                   | TSV Berg (LL)                       |
| 05.08.2017, 16:30 Uhr | TSV Langenau (BZL)                       | 1:6                   | SV Ebersbach/Fils (LL)              |
| 05.08.2017, 17:00 Uhr | FV Neuhausen (BZL)                       | 2:1 n. V.             | TSG Backnang (OL)                   |
| 05.08.2017, 17:00 Uhr | TSV Deizisau (BZL)                       | 2:1                   | TSV Weilimdorf (LL)                 |
| 05.08.2017, 17:00 Uhr | SV Schemmerhofen (KLA)                   | 1:4                   | TSV Buch (LL)                       |
| 05.08.2017, 17:30 Uhr | TSV Bad Boll (LL)                        | 1:2                   | TSV Schornbach (LL)                 |
| 06.08.2017, 14:00 Uhr | SV Leingarten (LL)                       | 0:0 n. V. (6:7 i. E.) | FV Löchgau (LL)                     |
| 06.08.2017, 15:00 Uhr | SV Villingendorf (BZL)                   | 1:3                   | SV Böblingen (LL)                   |
| 06.08.2017, 15:30 Uhr | TSV Crailsheim (LL)                      | 2:1                   | Sportfreunde Schwäbisch Hall (VL)   |
| 06.08.2017, 15:30 Uhr | TSV Eschach (LL)                         | 1:3                   | SV Weingarten (LL)                  |
| 06.08.2017, 16:00 Uhr | TV Pflugfelden (LL)                      | 4:1                   | SG Stetten-Kleingartach (LL)        |
| 06.08.2017, 16:00 Uhr | FV Altheim (LL)                          | 3:5                   | FC Wangen 05 (VL)                   |
| 09.08.2017, 17:45 Uhr | 1. FC Normannia Gmünd (VL)               | 0:3                   | Stuttgarter Kickers (RL)            |
| 09.08.2017, 18:00 Uhr | VfL Sindelfingen (VL)                    | 5:0                   | SG Dornstetten (BZL)                |

Freilos für VfR Aalen, SG Sonnenhof Großaspach, TSV Heimenkirch und FV Ravensburg II.

## Runde 2
| Datum                 |                                      | Ergebnis               |                                     |
| --------------------- | ------------------------------------ | ---------------------- | ----------------------------------- |
| 08.08.2017, 18:00 Uhr | VfB Gutenzell (BZL)                  | 0:5                    | FV Ravensburg (OL)                  |
| 09.08.2017, 18:00 Uhr | TSG Hofherrnweiler-Unterrombach (LL) | 2:0                    | 1. Göppinger SV (OL)                |
| 09.08.2017, 18:00 Uhr | TSV Berg (LL)                        | 2:1                    | SSV Ehingen-Süd (LL)                |
| 09.08.2017, 18:00 Uhr | TSV Heimenkirch (LL)                 | 2:0                    | FC 07 Albstadt (VL)                 |
| 09.08.2017, 18:00 Uhr | TSV 1989 Buch (LL)                   | 0:1                    | SSV Ulm 1846 (RL)                   |
| 09.08.2017, 18:00 Uhr | SV Mietingen (LL)                    | 2:2 n. V. (7:6 i. E.)  | FC Wangen 05 (VL)                   |
| 09.08.2017, 18:30 Uhr | VfB Friedrichshafen (LL)             | 1:0                    | Olympia Laupheim (LL)               |
| 09.08.2017, 19:00 Uhr | Neckarsulmer Sport-Union (OL)        | 1:1 n. V. (2:4 i. E.)  | FSV 08 Bissingen (OL)               |
| 09.08.2017, 19:00 Uhr | TSV Weilheim (LL)                    | 0:1                    | SGV Freiberg (OL)                   |
| 09.08.2017, 19:00 Uhr | FC 07 Albstadt U23 (BZL)             | 0:2                    | FV Ravensburg II (LL)               |
| 12.08.2017, 14:00 Uhr | FSV Hollenbach (VL)                  | 0:0 n. V. (9:10 i. E.) | SG Sonnenhof Großaspach (3. L)      |
| 12.08.2017, 14:00 Uhr | VfL Pfullingen (VL)                  | 0:5                    | VfR Aalen (3. L)                    |
| 12.08.2017, 15:00 Uhr | Spvgg Gröningen-Satteldorf (LL)      | 4:0                    | SV Breuningsweiler                  |
| 12.08.2017, 15:30 Uhr | FV Löchgau (LL)                      | 0:3                    | TSV Crailsheim (LL)                 |
| 12.08.2017, 15:30 Uhr | VfB Neckarrems (VL)                  | 0:1                    | TSG Öhringen (VL)                   |
| 12.08.2017, 15:30 Uhr | SV Wachbach (BZL)                    | 1:1 n. V. (3:1 i. E.)  | SV Salamander Kornwestheim (LL)     |
| 12.08.2017, 15:30 Uhr | TV Pflugelden (LL)                   | 2:5                    | TSV Ilshofen (VL)                   |
| 12.08.2017, 15:30 Uhr | SSV Gaisbach (BZL)                   | 3:2                    | Spvgg 07 Ludwigsburg (LL)           |
| 12.08.2017, 15:30 Uhr | TSV Deizisau (BZL)                   | 1:2 n. V.              | SV Bonlanden (BZL)                  |
| 12.08.2017, 15:30 Uhr | TSV Essingen (VL)                    | 0:1                    | Stuttgarter Kickers (RL)            |
| 12.08.2017, 15:30 Uhr | FV Neuhausen (BZL)                   | 3:1                    | SSV Ulm 1846 II (BZL)               |
| 12.08.2017, 15:30 Uhr | N.A.F.I. Stuttgart (LL)              | 4:2                    | Calcio Leinfelden-Echterdingen (VL) |
| 12.08.2017, 15:30 Uhr | FV 09 Nürtingen (LL)                 | 1:1 n. V. (1:3 i. E.)  | SV Ebersbach/Fils (LL)              |
| 12.08.2017, 15:30 Uhr | TB Kirchentellinsfurt (BZL)          | 1:4                    | SV Zimmern (LL)                     |
| 12.08.2017, 15:30 Uhr | VfL Nagold (LL)                      | 2:3 n. V.              | TSG Tübingen (LL)                   |
| 12.08.2017, 15:30 Uhr | SV Nehren (LL)                       | 2:1                    | SKV Rutesheim (VL)                  |
| 12.08.2017, 15:30 Uhr | TSV Ofterdingen (LL)                 | 4:1                    | Spvgg Freudenstadt (LL)             |
| 12.08.2017, 15:30 Uhr | SV Böblingen (LL)                    | 1:3                    | VfL Sindelfingen (VL)               |
| 12.08.2017, 17:30 Uhr | TSV Schornbach (LL)                  | 0:1                    | 1. FC Heiningen (LL)                |
| 15.08.2017, 17:45 Uhr | VfB Bösingen (LL)                    | 2:2 n. V. (5:4 i. E.)  | SSV Reutlingen 05 (OL)              |
| 15.08.2017, 19:00 Uhr | SV Weingarten (LL)                   | 4:0                    | SV Kehlen (LL)                      |
| 23.08.2017, 17:30 Uhr | SV Wittendorf (LL)                   | 3:5                    | TSG Young Boys Reutlingen (LL)      |

## Runde 3
| Datum                 |                                 | Ergebnis              |                                      |
| --------------------- | ------------------------------- | --------------------- | ------------------------------------ |
| 30.08.2017, 17:15 Uhr | SV Wachbach (BZL)               | 1:2                   | TSG Öhringen (VL)                    |
| 30.08.2017, 17:15 Uhr | SSV Gaisbach (BZL)              | 2:1                   | TSV Crailsheim (LL)                  |
| 30.08.2017, 17:15 Uhr | SV Ebersbach/Fils (LL)          | 3:0                   | TSG Hofherrnweiler-Unterrombach (LL) |
| 30.08.2017, 17:15 Uhr | SV Bonlanden (BZL)              | 0:2                   | Stuttgarter Kickers (RL)             |
| 30.08.2017, 17:15 Uhr | V Nehren (LL)                   | 4:1                   | TSG Young Boys Reutlingen (LL)       |
| 30.08.2017, 17:15 Uhr | TSG Tübingen (LL)               | 1:2                   | VfL Sindelfingen (VL)                |
| 30.08.2017, 17:15 Uhr | SV Mietingen (LL)               | 0:6                   | SSV Ulm 1846 (RL)                    |
| 30.08.2017, 17:45 Uhr | Spvgg Gröningen-Satteldorf (LL) | 1:3                   | TSV Ilshofen (VL)                    |
| 30.08.2017, 18:00 Uhr | FSV 08 Bissingen (OL)           | 0:1                   | SG Sonnenhof Großaspach (3. L)       |
| 30.08.2017, 18:00 Uhr | FV Ravensburg II (LL)           | 2:2 n. V. (3:5 i. E.) | TSV Heimenkirch (LL)                 |
| 30.08.2017, 18:30 Uhr | N.A.F.I. Stuttgart (LL)         | 3:6                   | SGV Freiberg (OL)                    |
| 30.08.2017, 18:30 Uhr | SV Zimmern (LL)                 | 5:1                   | VfB Bösingen (LL)                    |
| 30.08.2017, 18:30 Uhr | VfB Friedrichshafen (LL)        | 2:6                   | FV Ravensburg (OL)                   |
| 30.08.2017, 19:30 Uhr | FV Neuhausen (BZL)              | 1:1 n. V. (4:2 i. E.) | 1. FC Heiningen (LL)                 |
| 30.08.2017, 20:00 Uhr | SV Weingarten (LL)              | 1:4                   | TSV Berg (LL)                        |
| 02.09.2017, 14:00 Uhr | TSV Ofterdingen (LL)            | 0:9                   | VfR Aalen (3. L)                     |

## Achtelfinale
| Datum                 |                      | Ergebnis |                                |
| --------------------- | -------------------- | -------- | ------------------------------ |
| 27.09.2017, 18:00 Uhr | FV Neuhausen (BZL)   | 0:4      | SSV Ulm 1846 (RL)              |
| 03.10.2017, 14:00 Uhr | TSV Berg (LL)        | 0:7      | VfR Aalen (3. L)               |
| 03.10.2017, 14:00 Uhr | TSG Öhringen (VL)    | 0:3      | SG Sonnenhof Großaspach (3. L) |
| 03.10.2017, 15:00 Uhr | SV Zimmern (LL)      | 0:3      | TSV Ilshofen (VL)              |
| 03.10.2017, 15:00 Uhr | TSV Heimenkirch (LL) | 1:2      | VfL Sindelfingen (VL)          |
| 03.10.2017, 15:00 Uhr | SV Nehren (LL)       | 0:2      | SV Ebersbach/Fils (LL)         |
| 03.10.2017, 15:30 Uhr | SGV Freiberg (OL)    | 3:1      | FV Ravensburg (OL)             |
| 01.11.2017, 14:00 Uhr | SSV Gaisbach (BZL)   | 0:1      | Stuttgarter Kickers (RL)       |

## Viertelfinale
| Datum                 |                          | Ergebnis              |                                |
| --------------------- | ------------------------ | --------------------- | ------------------------------ |
| 02.04.2018, 14:00 Uhr | TSV Ilshofen (VL)        | 7:2                   | VfL Sindelfingen (VL)          |
| 11.04.2018, 18:00 Uhr | SV Ebersbach/Fils (LL)   | 0:2                   | SGV Freiberg (OL)              |
| 11.04.2018, 18:30 Uhr | SSV Ulm 1846 (RL)        | 2:2 n. V. (4:1 i. E.) | VfR Aalen (3. L)               |
| 11.04.2018, 19:00 Uhr | Stuttgarter Kickers (RL) | 1:2 n. V.             | SG Sonnenhof Großaspach (3. L) |

## Halbfinale
| Datum                 |                   | Ergebnis  |                                |
| --------------------- | ----------------- | --------- | ------------------------------ |
| 25.04.2018, 17:30 Uhr | TSV Ilshofen (VL) | 2:0 (2:0) | SG Sonnenhof Großaspach (3. L) |
| 25.04.2018, 17:30 Uhr | SGV Freiberg (OL) | 1:2 (0:1) | SSV Ulm 1846 (RL)              |

## Finale
Das Finale wurde am 21. Mai 2018 im Gazi-Stadion auf der Waldau ausgetragen.
| Paarung        | TSV Ilshofen – SSV Ulm 1846 |
| Ergebnis       | 0:3 (0:1) |
| Datum          | 21. Mai 2018 um 17:00 Uhr |
| Stadion        | Gazi-Stadion auf der Waldau, Stuttgart |
| Zuschauer      | 3.900 |
| Schiedsrichter | Philipp Lehmann (Seitingen-Oberflacht) |
| Tore           | 0:1 Johannes Reichert (8.) 0:2 Steffen Kienle (30.) 0:3 Steffen Kienle (45.) |
| TSV Ilshofen   | Jonas Wieszt – Maximilian Egner, Daniel Schmelzle, Lukas Lienert, Simon Wilske, Maximilian Gebert (67. Dominik Rummler), Paul Weber (81. Florian Maas), Ralf Kettemann, Andrey Nagumanov (54. Niklas Wackler), Michele Varallo, Benjamin Kurz (77. Lukas Lindner) Cheftrainer: Ralf Kettemann |
| SSV Ulm 1846   | Kevin Birk – Marcel Schmidts, Florian Krebs (60. Neziri), Michael Schindele, David Kammerbauer – Steffen Kienle (74. Tino Bradara), Luigi Campagna, Johannes Reichert, Christian Sauter (79. Alper Bagceci) – Thomas Rathgeber (89. Volkan Celiktas), David Braig Cheftrainer: Tobias Flitsch |
| Gelbe Karten   | Daniel Schmelzle (16.) – Sauter (22.), Campagna (65.), Braig (69.) |